# Calceolaria alata
Calceolaria alata är en toffelblomsväxtart som först beskrevs av Francis Whittier Pennell, och fick sitt nu gällande namn av Francis Whittier Pennell. Calceolaria alata ingår i släktet toffelblommor, och familjen toffelblomsväxter. Inga underarter finns listade i Catalogue of Life.